# Ушастый Камень
Ушастый Камень — гора в Украинских Карпатах, в массиве Черногоры. Расположена в Верховинском районе Ивано-Франковской области, в пределах Карпатского национального природного парка.
Высота горы — 1864 м. Лежит в юго-восточной части Черногоры, на одном из отрогах горы Смотрич, которая простирается на север и спускается в долину села Дземброни. На вершине Ушастого Камня и её склонах есть причудливой формы скалы, которые в народе называются «церквами». Через вершину проходит тропа с Дземброни на главный хребет Черногоры.
На юго-западе от Ушастого Камня — вершина Смотрича, на северо-востоке (в котловине) — Дземброньские водопады.
Ушастый Камень, особенно его скалы, — популярный туристический объект.